# Georg Schepeler
Georg Schepeler (* 28. Juni 1776 in Bremen; † 24. Dezember 1848 in Frankfurt am Main) war ein Handelsmann und Politiker der Freien Stadt Frankfurt. Die von ihm gegründete Firma Georg Schepeler besteht bis heute.

## Leben
Schepeler war eines der neun Kinder des Kaufmanns Andreas Schepeler in Bremen und seiner Ehefrau Margarete. Er machte eine kaufmännische Lehre im Geschäft des Vaters und arbeitete dann in Hamburg bei einem Onkel als Kontorgehilfe. Nach einem Auslandsaufenthalt in Paris kehrte er nach dem Tod seines Vaters nach Bremen zurück und übernahm dessen Geschäft. Auf einer Geschäftsreise nach Frankfurt lernte er seine künftige Ehefrau Anna Elisabeth Hebenstreit kennen. Die Familie Hebenstreit war seit 1614 in Frankfurt als Handelsfamilie tätig. Der Schwiegervater, Gerhard Hebenstreit betrieb einen bedeutenden Indigohandel und war Mitglied des Rats und der Einundfünfziger. Erbe dieser Firma wurde der einzige Sohn Remigius Hebenstreit und Georg Schepeler. Nach dem Tod von Remigius Hebenstreit 1817 starb die Familie Hebenstreit in männlicher Linie aus. Stattdessen trat Christian Friedrich Grasemann als Teilhaber von Georg Schepeler in die Firma Gerhard Hebenstreit ein. Nach misslungenen Investitionen und dem Brand der firmeneigenen Niederräder Zuckersiederei wurde die Firma Gerhard Hebenstreit 1824 aufgelöst. Georg Schepeler gab am 4. März 1824 bekannt, dass er die Geschäfte unter eigenem Namen am gleichen Platz (am Frankfurter Roßmarkt) fortsetzen würde. Schwerpunkt des Geschäftes war der Handel mit Spezereiwaren und Tabak. 
Georg Schepeler hatte zwei Söhne. Friedrich Schepeler (* 6. August 1815) übernahm später das Geschäft und zahlte seinen Bruder Karl (* 15. März 1814, verheiratet mit Anna Schepeler-Lette) aus.
Von 1816 bis 1821 war er Mitglied der Frankfurter Handelskammer. Er gehörte dem Gesetzgebenden Körper von 1817 bis 1823 an.